# USS Port Royal (CG-73)
El USS Port Royal (CG-73), llamado así en honor a la batalla de Port Royal, es un crucero de la clase Ticonderoga de la Armada de los Estados Unidos. Desde el 2022 está dado de baja, en espera de destino definitivo.

## Construcción

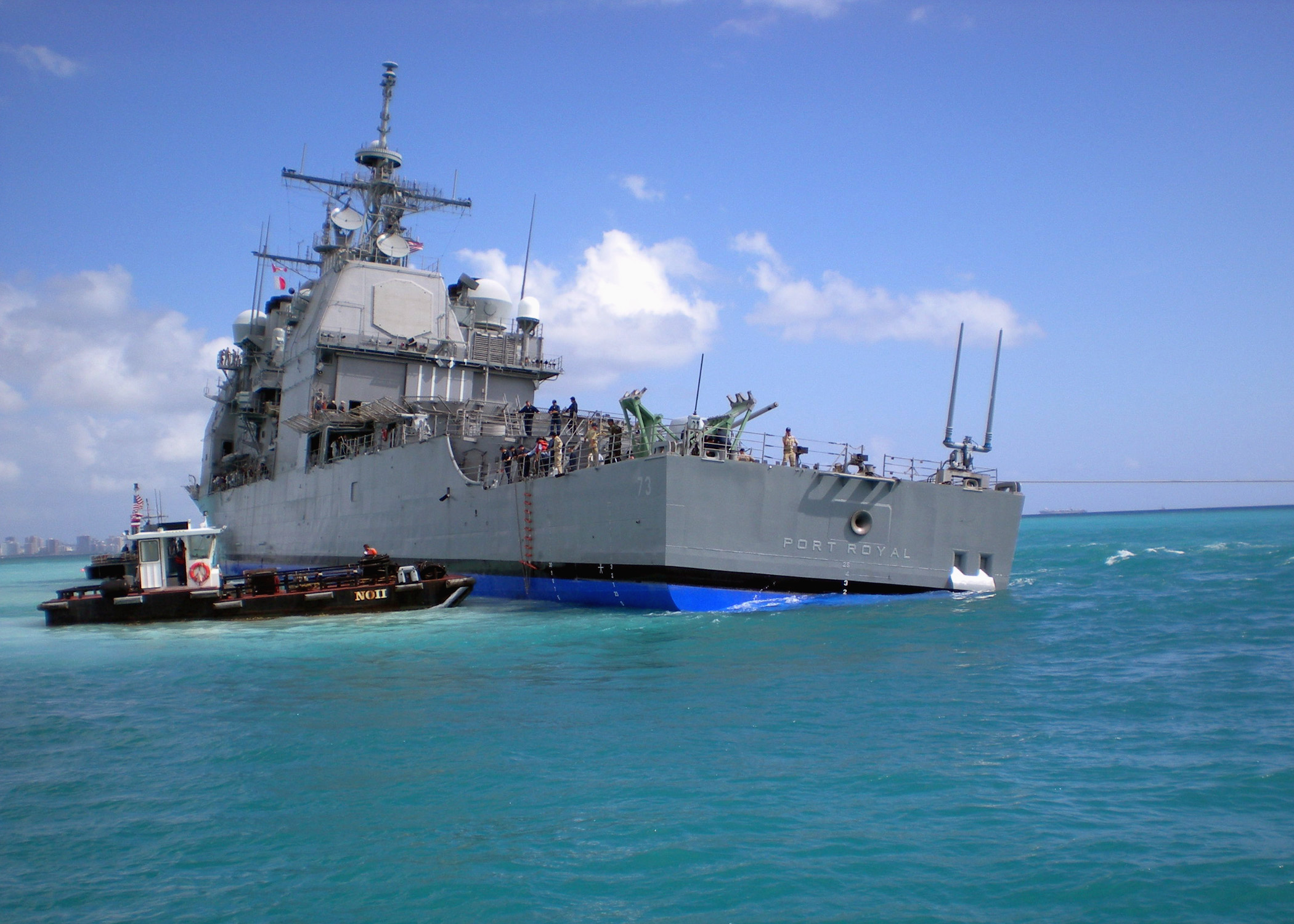
El USS Port Royal encalló el	5 de febrero de 2009 y fue posteriormente reparado.

Fue construido por Ingalls Shipbulding (Huntington Ingalls Industries) de Pascagoula, Misisipi. Fue ordenado el 25 de febrero de 1988, iniciado con la puesta de quilla el 20 de noviembre de 1991, botado el 20 de noviembre de 1992 y asignado el 25 de abril de 1994.

## Nombre
Su nombre USS Port Royal honra a la batalla de Port Royal de la guerra civil estadounidense.

## Historial de servicio

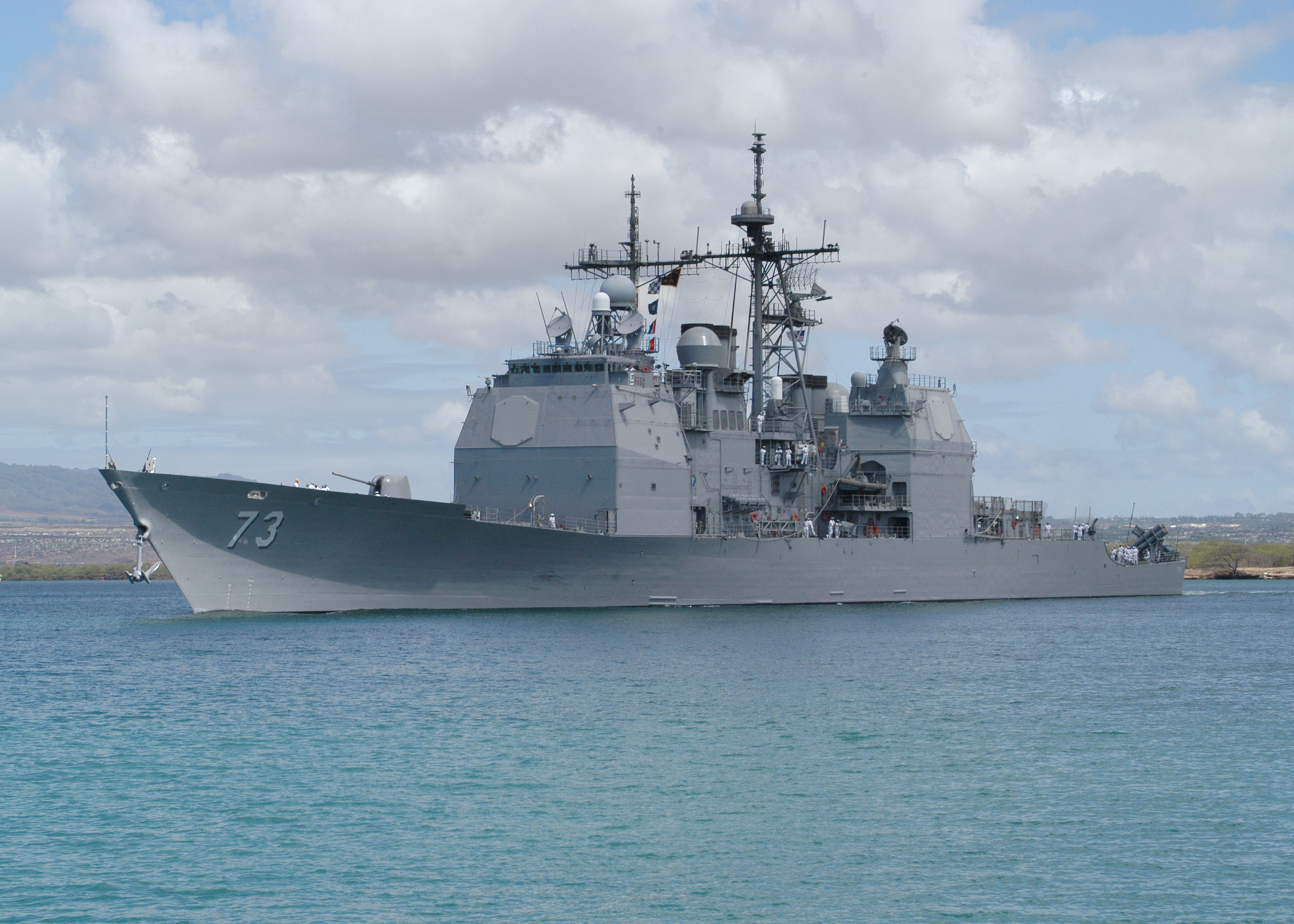
El Port Royal en el año 2003.

Perteneció a la Flota del Pacífico y su apostadero era la base naval de Pearl Harbor, Hawái. En 2007 estuvo en Oriente Medio en participación de las Operaciones Enduring Freedom e Iraqi Freedom.
En 2022 la nave entró en proceso de retiro del servicio junto a otros cuatro cruceros de su clase.